# Liste der Bodendenkmäler in Pressath
Auf dieser Seite sind die Bodendenkmäler in der Oberpfälzer Stadt Pressath zusammengestellt. Diese Tabelle ist eine Teilliste der Liste der Bodendenkmäler in Bayern. Grundlage ist die Bayerische Denkmalliste, die auf Basis des Bayerischen Denkmalschutzgesetzes vom 1. Oktober 1973 erstmals erstellt wurde und seither durch das Bayerische Landesamt für Denkmalpflege geführt wird. Die folgenden Angaben ersetzen nicht die rechtsverbindliche Auskunft der Denkmalschutzbehörde.

## Bodendenkmäler der Gemeinde Pressath

### Bodendenkmäler in der Gemarkung Dießfurt
| Lage                | Objekt | Akten-Nr.     | Bild |
| ------------------- | --- | ------------- | ---- |
| Dießfurt (Standort) | Archäologische Befunde des Mittelalters und der frühen Neuzeit im Bereich des ehemaligen Hammerschlosses von Troschelhammer. | D-3-6237-0063 |      |
| Dießfurt (Standort) | Archäologische Befunde des Mittelalters und der frühen Neuzeit im Bereich des ehemaligen Hammerschlosses von Dießfurt.       | D-3-6237-0064 |      |

### Bodendenkmäler in der Gemarkung Kastl
| Lage             | Objekt                                            | Akten-Nr.     | Bild |
| ---------------- | ------------------------------------------------- | ------------- | ---- |
| Kastl (Standort) | Wüstung Schmierhütte, frühneuzeitlicher Pechofen. | D-3-6137-0153 |      |

### Bodendenkmäler in der Gemarkung Pressath
| Lage                | Objekt | Akten-Nr.     | Bild |
| ------------------- | --- | ------------- | ---- |
| Pressath (Standort) | Archäologische Befunde des Mittelalters und der frühen Neuzeit im Bereich der befestigten Marktsiedlung Pressath.                                                                             | D-3-6237-0003 |      |
| Pressath (Standort) | Archäologische Befunde des Mittelalters und der frühen Neuzeit im Bereich der katholischen Pfarrkirche St. Georg in Pressath, darunter die Spuren von Vorgängerbauten bzw. älterer Bauphasen. | D-3-6237-0004 |      |
| Pressath (Standort) | Endpaläolithische/mesolithische Freilandstation, vorgeschichtliche Siedlung. | D-3-6237-0014 |      |
| Pressath (Standort) | Mesolithische Freilandstation. | D-3-6237-0015 |      |
| Pressath (Standort) | Mesolithische Freilandstation. | D-3-6237-0016 |      |
| Pressath (Standort) | Archäologische Befunde und Funde des Mittelalters und der frühen Neuzeit im Bereich des ehemaligen Hammerguts Zintlhammer, ehemals Sassenreuth.                                               | D-3-6237-0062 |      |
| Pressath (Standort) | Archäologische Befunde und Funde im Bereich der sogenannten Festen in Pressath, ehemals ein mittelalterlicher Adelssitz.                                                                      | D-3-6237-0067 |      |
| Pressath (Standort) | Untertägige Befunde der spätmittelalterlichen Marktbefestigung von Pressath. | D-3-6237-0068 |      |
| Pressath (Standort) | Mittelalterlicher und neuzeitlicher Adelssitz. | D-3-6237-0071 |      |
| Pressath (Standort) | Untertägige Befunde des Mittelalters und der Neuzeit im Bereich der Friedhofkirche St. Stephan in Pressath.                                                                                   | D-3-6237-0072 |      |
| Pressath (Standort) | Mittelalterliche und neuzeitliche Hofwüstung, ehemals zu Pfaffenreuth gehörig. | D-3-6238-0061 |      |

### Bodendenkmäler in der Gemarkung Riggau
| Lage              | Objekt                                                                                | Akten-Nr.     | Bild |
| ----------------- | ------------------------------------------------------------------------------------- | ------------- | ---- |
| Riggau (Standort) | Karolingisch-ottonisches Reihengräberfeld.                                            | D-3-6237-0009 |      |
| Riggau (Standort) | Endpaläolithische/mesolithische Freilandstation.                                      | D-3-6237-0010 |      |
| Riggau (Standort) | Steinzeitliche Freilandstation.                                                       | D-3-6237-0011 |      |
| Riggau (Standort) | Untertägige Befunde im Bereich des ehemaligen Schlosses und Landsassengutes Döllnitz. | D-3-6237-0070 |      |